# Club Deportivo Ebro
Maillots
Actualités
Le Club Deportivo Ebro est un club espagnol de football basé dans le quartier de La Almozara à Saragosse (Aragon, Espagne). Il a été fondé en 1942.
Le club joue ses matchs à domicile au Stade Pedro Sancho, doté de 2 500 places.

## Histoire
Le club est fondé en 1942 sous la présidence d'Ismael Calavia Murillo. Le club participe au championnat d'Espagne amateur jusqu'en 1949, date à laquelle le club disparaît. Le club est refondé sous le même nom en 1961.
Le club débute en Tercera División lors de la saison 1990-1991.
Le club est promu pour la première fois en Segunda División B en 2015.